# Дубенко Євген Григорович
Євге́н Григо́рович Дубе́нко (* 22 травня 1929 — 13 серпня 2020) — радянський і український лікар-невропатолог. Заслужений діяч науки УРСР (1985). Лауреат Державної премії України в галузі науки і техніки (1993).

## Життєпис
Народився в селі Потоки Кременчуцького району Полтавської області. 1954 року закінчив лікувальний факультет Харківського медичного інституту. Працює в цьому ж інституті майже весь час — на кафедрі нервових хвороб, від ординатора до професора. 
З 1962 року доцент, у 1969 — професор кафедри. 1971 року — завідувач кафедри нервових хвороб — по неврологу Г. Д. Лещенку, у 2002—2004 — професор цієї кафедри. 
З 2002 року кафедрою завідує академік УАН І. А. Григорова. 
Від 2005 року — професор неврології кафедри загальної практики — сімейної медицини. Розвивав дослідження в напрямі ранньої судинної патології мозку та профілактичної ангіоневрології.
За цикл робіт по принципах профілактики гострих та хронічних порушень мозкового кровообігу удостоєний Державної премії України в галузі науки і техніки 1993 року. Того ж року обраний академіком АН вищої школи.
За його керівництвом створені напрямки вивчення атеросклерозу у людей різних професій, хвороби Паркінсона, захворювань вегетативної нервової системи. Вивчав механізми розвитку епілепсії, біохімічні основи формування епілептичного вогнища.
Є автором більше 300 наукових робіт, з них 5 монографій, підручника та навчальних посібників для лікарів та студентів.
Під його керівництвом підготовлено 6 докторських та 41 кандидатська дисертація. Створив велику школу клініцистів-неврологів та вчених. Дубенко — член Європейської федерації неврологічних товариств, Комітету з освіти Всесвітньої неврологічної федерації.
Більше 30 років очолював Харківське наукове товариство неврологів, по тому — почесний голова. З 1985 року — заслужений діяч науки УРСР — за видатні заслуги в галузі неврології.

## Витоки
- Харківський національний університет[недоступне посилання з квітня 2019]
- Кафедра неврології [Архівовано 7 грудня 2013 у Wayback Machine.]